# Série 2001 a 2010 da CP
A Série 2001 a 2010 foi um tipo de locomotiva a tracção a vapor utilizado em Portugal. Faziam originalmente parte da Série 1 a 10 da divisão do Minho e Douro dos Caminhos de Ferro do Estado, tendo sido posteriormente renumeradas para 2001 a 2010 pela Companhia dos Caminhos de Ferro Portugueses.

## História
Esta série de locomotivas foi fabricada pela casa britânica Beyer & Peacock a partir de 1875. A locomotiva CP 9 foi preservada no núcleo museológico de Nine.